# کامننه زبوژی
کامننه زبوژی (به چکی: Kamenné Zboží) یک منطقهٔ مسکونی در جمهوری چک است که در ناحیه نیمبورک واقع شده‌است. کامننه زبوژی ۴٫۶۴ کیلومتر مربع مساحت و ۵۸۸ نفر جمعیت دارد و ۱۹۰ متر بالاتر از سطح دریا واقع شده‌است.